# HMS E6
Pour les articles homonymes, voir E6.
Le HMS E6 est un sous-marin britannique de classe E, construit pour la Royal Navy par Vickers à Barrow-in-Furness pour un coût de 106 900 livres sterling. Sa quille fut posée le 12 novembre 1911 et il fut mis en service le 17 octobre 1913.

## Conception
Les premiers sous-marins de la classe E britannique, du E1 au E8, avaient un déplacement de 652 tonnes à la surface et de 795 tonnes en immersion. Ils avaient une longueur hors tout de 55 m et un maître-bau de 6,92 m.
Ils étaient propulsés par deux moteurs Diesel Vickers huit cylindres à deux temps de 800 chevaux (600 kW) et par deux moteurs électriques de 420 chevaux (310 kW),.
Les navires de la classe E avaient une vitesse maximale en surface de 16 nœuds (30 km/h) et une vitesse en immersion de 10 nœuds (19 km/h), avec une capacité en carburant de 50 tonnes de gazole, leur donnant un rayon d'action de 2 802 milles marins (5 190 km) lorsqu’ils faisaient route à 10 nœuds (19 km/h). En immersion, ils avaient un rayon d'action de 74 milles (137 km) à 5 nœuds (9,3 km/h).
Les premiers bateaux du groupe 1 de la classe E étaient armés de quatre tubes lance-torpilles de 18 pouces (457 mm), un à l’avant, un de chaque côté au milieu du navire et un à l’arrière. Au total, ils emportaient huit torpilles à bord. Les bateaux du groupe 1 n’étaient pas équipés d’un canon de pont pendant la construction, mais ceux qui participèrent à la campagne des Dardanelles reçurent des canons montés à l’avant du kiosque pendant qu’ils étaient à l’arsenal de Malte.
Les sous-marins de la classe E avaient la télégraphie sans fil d’une puissance nominale de un kilowatt. Sur certains sous-marins, ces systèmes ont par la suite été mis à niveau à trois kilowatts en retirant un tube lance-torpilles du milieu du navire. Leur profondeur maximale de plongée théorique était de 100 pieds (30 mètres). Cependant, en service, certaines unités ont atteint des profondeurs supérieures à 200 pieds (61 mètres). Certains sous-marins contenaient des oscillateurs Fessenden.
Leur équipage étaait composé de trois officiers et 28 hommes.

## Engagements
Le HMS E6 a été construit par Vickers à Barrow-in-Furness. Sa quille fut posée le 12 novembre 1911. Il a été lancé le 12 novembre 1912 et mis en service le 17 octobre 1913.
Lorsque la guerre avec l’Allemagne a été déclarée, le 5 août 1914, le E6 était basé à Harwich, dans la 8e flottille sous-marine de la Home Fleet. Ce matin-là, il a fut remorqué jusqu’à Terschelling par le croiseur léger HMS Amethyst, de même que le E8 qui fut remorqué par le destroyer HMS Ariel. Les HMS E6 et E8 ont ensuite effectué la première patrouille dans la baie de Heligoland.
Le 28 août 1914, le E6 était l’un des huit sous-marins qui ont pris part à un raid contre la patrouille allemande dans la baie de Heligoland, mené par des navires de surface. Les HMS E6, E7 et E8 ont été déployés comme appât, avec l’ordre d’essayer de se faire repérer afin d’attirer les patrouilles de destroyers allemands dans les griffes des destroyers britanniques et des croiseurs légers de la Harwich Force. Plus tard dans la journée, lorsque les croiseurs légers du 1st Light Cruiser Squadron sont arrivés pour soutenir les forces de surface britanniques, ils ont repéré le E6 et, le prenant pour un sous-marin allemand, ont essayé de l’éperonner.
Le 25 septembre 1914, le E6 a eu une mine qui s’est accrochée à son aileron alors qu’il patrouillait dans la baie de Heligoland, mais il a réussi à se libérer et à s’échapper.
Le 13 avril 1915, le E6, en patrouille près de Juist, aperçut un sous-marin allemand, mais ne parvint pas à se mettre en position pour lancer une attaque. Le lendemain, il a tiré une torpille sur le torpilleur allemand S168, mais a manqué sa cible.
Le 29 mai 1915, le E6 était l’un des nombreux sous-marins dont l’appareillage fut ordonné en réponse à une sortie en mer du Nord de la flotte allemande de haute mer. Le 30 mai, il aperçoit la flotte allemande et tire une seule torpille sur le croiseur allemand SMS Moltke. Le capitaine du E6 a mal estimé la vitesse du Moltke, et la torpille a manquée sa cible. Les torpilleurs allemands ont forcé le E6 à plonger et l’ont empêché de tenter une seconde attaque.
Le 1er septembre 1915, les HMS E6 et E8, qui avaient été équipés de quatre canons antiaériens de six livres chacun, se sont rendus dans la baie pour effectuer des patrouilles anti-Zeppelins. Le 4 septembre, le E6 a repéré le dirigeable L9 et a ouvert le feu, mais aucun coup au but ne fut observé, et le E6 a été forcé de plonger à l’approche d’un avion. Le 23 octobre, le E6 a tiré 30 obus sur le dirigeable allemand L7 lors d’une patrouille au large de Horns Rev. Le dirigeable n’a pas été endommagé. Ce soir-là, la flotte allemande de haute mer sortit de nouveau de Kiel. Le E6 aperçut la flotte allemande le matin du 24 octobre. Il a lancé deux attaques contre des croiseurs légers allemands, toutes deux infructueuses, bien que l’équipage du E6 ait entendu deux explosions après la deuxième attaque, menée contre le croiseur SMS Rostock.
Le E6 a heurté une mine le 26 décembre 1915, et fut perdu corps et biens dans la mer du Nord au large de Harwich. Un chalutier avait été coulé par une mine dans la même zone peu de temps auparavant, et un torpilleur britannique a envoyé des signaux au E6 pour lui conseiller d’éviter le champ de mines, mais le E6 a ignoré l’avertissement et a été perdu.